# 帝釈山 (日光連山)
帝釈山（たいしゃくさん）は日光国立公園内、栃木県日光市にある山。標高2455 m。三角点は設けられていない。女峰山と痩せ尾根で繋がっており、稜線は女峰山と一体となっている。

日光連山（日光表連山）の中央、女峰山と小真名子山の間に位置する。女峰山と繋がる痩せ尾根は「馬の背渡り」と呼ばれ、日光三嶮のひとつに数えられている。

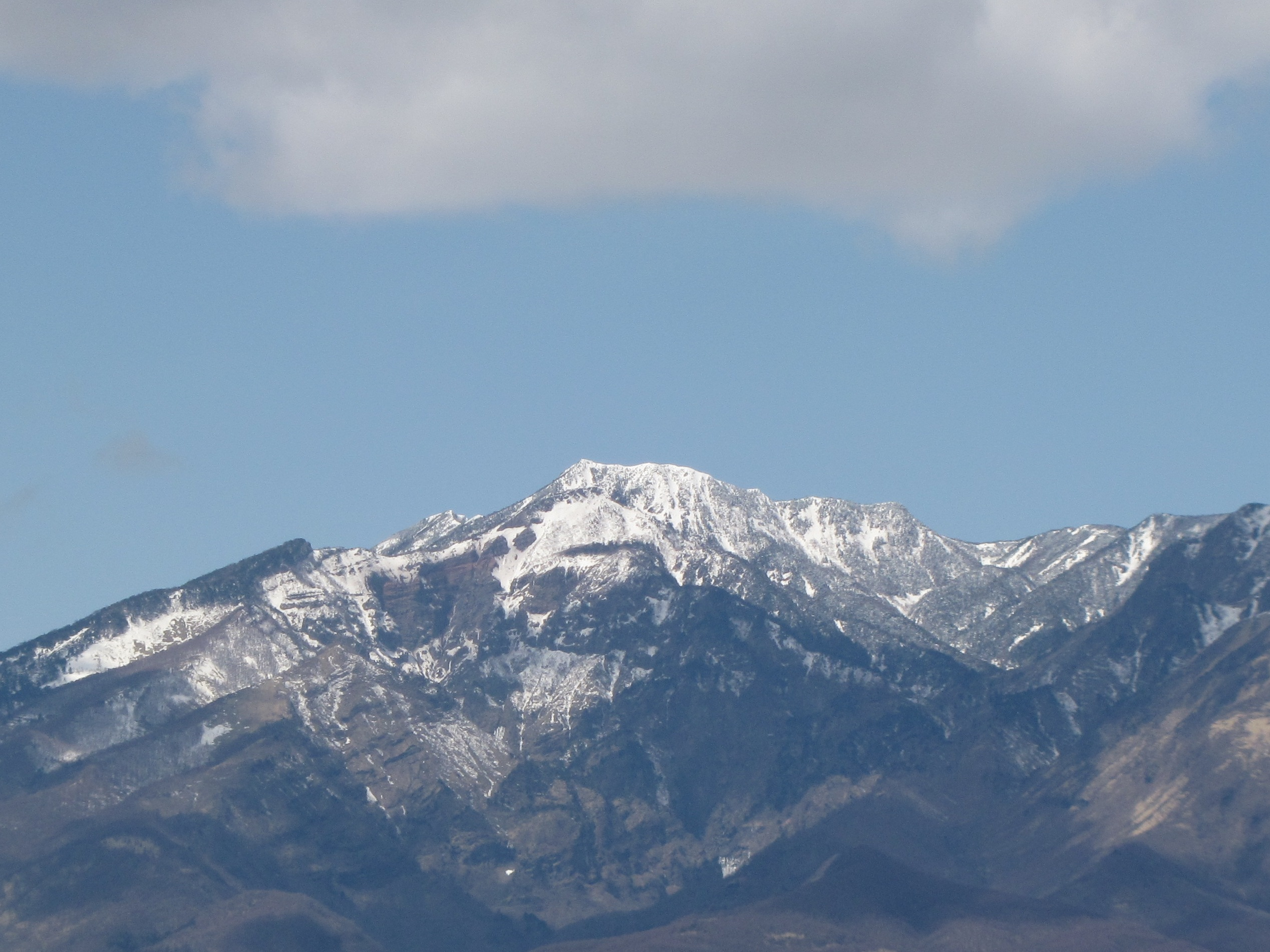
日光市街からだと女峰山（中央）の陰に隠れてよく見えない帝釈山（女峰山の直ぐ左のピーク）。女峰山左裾の黒いコブは竜巻山。

## 山名
帝釈山の山名は、かつて当山を帝釈天に見立て、御神体として山頂に祀ったからと考えられるが定かではない。

## 登山
日光表連山の一峰として、これらを結ぶ縦走路が整備されている。当山を目指す登山客は少なく、志津峠から入って唐沢小屋から女峰山に登頂し、「馬の背渡り」、当山、富士見峠、小真名子山、大真名子山、「千鳥返し」を経て志津峠に戻るコースの登山客があるほか、滝尾神社あるいは霧降高原から入る日光表連山の縦走コース経路として当山を経る登山客が多い。